# Ameril Umbra Kato

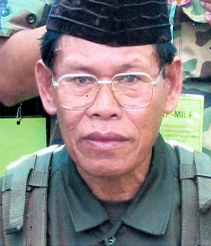
Ameril Umbra Kato

Ameril Umbra Kato (* 18. Mai 1946 in Datu Piang, Maguindanao; † 14. April 2015 in Guindulungan, Maguindanao) war ein philippinischer Islamist und Gründer der militanten Terrororganisation Bangsamoro Islamic Freedom Fighters (BIFF).
Nachdem Kato an der Islamischen Universität Imam Muhammad ibn Saud in Riad sein Studium absolviert hatte, schloss er sich 1985 der Moro Islamic Liberation Front (MILF) an. Er lehnte die unter Murad Ebrahim, der 2003 die Führung der Organisation übernommen hatte, eingeleiteten Friedensverhandlungen mit der Regierung ab und gründete aus einer sich ab 2008 abspaltenden Anhängerschaft im Jahr 2010 die Bangsamoro Islamic Freedom Fighters. Die Gruppe startete mehrfach bewaffnete Angriffe auf militärische und zivile Einrichtungen, um den Friedensprozess zu stören.
Kato war einer der meistgesuchten Männer auf den Philippinen. Bis er von der MILF ausgeschlossen wurde, schützte ihn jedoch zunächst ein Waffenstillstand zwischen der Islamischen Befreiungsfront der Moros und der Regierung vor staatlicher Fahndung. Ein Versuch der philippinischen Armee, ihn ab dem 28. Januar 2014 im Rahmen der fünftägigen Operation Darkhorse auszuschalten, war nicht erfolgreich. Zu Katos Netzwerk gehörte auch der malaysische Top-Terrorist und Sprengstoffspezialist Zulkifli Bin Hir (genannt Marwan), der zudem Verbindungen zu Islamistengruppen wie Abu Sayyaf und Jemaah Islamiyah unterhielt und am 25. Januar 2015 bei einem Polizeieinsatz im BIFF-Umfeld in Mamasapano erschossen wurde.
Ameril Umbra Kato starb am frühen Morgen des 14. April 2015 an einem Herzinfarkt; die BIFF ist weiterhin unter anderer Führung aktiv.